# Edgar Borges Olivera
Edgar Borges Olivera (Minas de Corrales, Rivera, 15 de julio de 1969), conocido como «El Pompa» Borges, es un exfutbolista uruguayo que jugó como mediocampo en clubes de Uruguay, Francia y Chile.

## Trayectoria
Comenzó su carrera profesional en 1988, en Danubio, equipo en el que obtuvo el Campeonato Uruguayo de Primera División 1988. En 1991 fue transferido al Club Nacional de Football. 
Pasó a la Ligue 1 en 1992, para jugar en el Lille, donde jugó como delantero durante dos temporadas. Después pasó al AS Beauvais
En 1995 regresó a Uruguay para volver a jugar en su primer equipo, Danubio. En 1996 pasó al fútbol chileno para jugar en el Rangers y al año siguiente en Deportes Antofagasta.
Volvió a Francia para jugar en el Grenoble, entre 1997 y 1999, y terminó su carrera deportiva en 2000, en el Liverpool Fútbol Club de Uruguay.

## Selección nacional
Participó con la selección de fútbol de Uruguay en la Copa América Chile 1991. En total jugó ocho partidos con la selección.

### Participaciones en Copa América
| Evento            | Sede  | Año          |
| ----------------- | ----- | ------------ |
| Copa América 1991 | Chile | Primera fase |

## Clubes
| Club                 | País    | Año       |
| -------------------- | ------- | --------- |
| Danubio              | Uruguay | 1988-1990 |
| Nacional             | Uruguay | 1991-1992 |
| Lille                | Francia | 1992-1994 |
| AS Beauvais          | Francia | 1994-1995 |
| Danubio              | Uruguay | 1995      |
| Rangers              | Chile   | 1996      |
| Deportes Antofagasta | Chile   | 1997      |
| Grenoble             | Francia | 1997-1999 |
| Liverpool            | Uruguay | 2000      |